# Tony Frank
Tony Frank (geboren 9. Dezember 1943 in Nacogdoches, Texas; gestorben 18. April 2000 in Houston) war ein US-amerikanischer Schauspieler. Bekannt wurde er vor allem als sadistischer Sklavenaufseher Salem Jones in der Fernsehserie Fackeln im Sturm.

## Filmografie (Auswahl)
- 1979: Die Bullen von Dallas
- 1982: Durchgebrannt aus Liebe (Fernsehfilm)
- 1983: Comeback der Liebe (Fernsehfilm)
- 1984: Nur der Tod ist umsonst (The River Rat)
- 1985: Alamo Bay
- 1985: Der süße Traum vom Glück (Fernsehfilm)
- 1985–86, 1994: Fackeln im Sturm (North and South, Fernsehserie)
- 1986: Thompson’s Last Run (Fernsehfilm)
- 1987: Die Entführung der Kari Swenson (Fernsehfilm)
- 1988: Talk Radio
- 1988: Johnny Be Good
- 1989: Ich kann mein Herz nicht teilen (Fernsehfilm)
- 1989: Zwei Cheyenne auf dem Highway
- 1989: Riverbend
- 1989: Final Game – Die Killerkralle
- 1989: UHF – Sender mit beschränkter Hoffnung
- 1989: Geboren am 4. Juli
- 1990: Blaze of Glory – Flammender Ruhm
- 1991: Tag der Angst (Fernsehfilm)
- 1991: Arizona-Killer
- 1991: Fieberhaft
- 1991: Convicts
- 1991: Wild Texas Wind (Fernsehfilm)
- 1991: Final Verdict (Fernsehfilm)
- 1992: Bed of Lies (Fernsehfilm)
- 1993: Perfect World
- 1994: Eine Frau für meinen Mann (Fernsehfilm)
- 1995: In Liebe gefangen (Fernsehfilm)
- 1996: Kind der Angst (Fernsehfilm)
- 1996: Zwei Mütter für Zachary (Fernsehfilm)
- 1996: Lone Star
- 1996: The Road to Galveston (Fernsehfilm)
- 1998: Ein zweites Leben (Fernsehfilm)
- 1998: Mein millionenschwerer Märchenprinz (Fernsehfilm)
- 1999: Varsity Blues
- 2001: On the Borderline
- 2002: Silent Justice – Selbstjustiz